# Coelogyne lawrenceana
Espèce
Statut CITES
Coelogyne lawrenceana est une espèce d'orchidées du genre Coelogyne originaire d'Asie du Sud-Est.